# لو پرو-سور-مرن
شهر لو پِرو-سُور-مَرن (به فرانسوی: Le Perreux-sur-Marne) در شهرستان ول-دو-مرن در ناحیه ایل-دو-فرانس با جمعیت ۳۲٬۰۶۷ نفر در کشور فرانسه واقع شده‌است